# Borzymir
Borzymir – staropolskie imię męskie, złożone z członów Borzy- ("walczyć", "walka") oraz -mir ("pokój"). Mogło oznaczać "ten, który walczy o pokój". 
Borzymir imieniny obchodzi 9 stycznia.